# Meliosma rufo-pilosa
Meliosma rufo-pilosa är en tvåhjärtbladig växtart som beskrevs av M. R. Henderson. Meliosma rufo-pilosa ingår i släktet Meliosma och familjen Sabiaceae. Inga underarter finns listade.